# Palacio de Fomento
Il Palacio de Fomento è un palazzo che si trova a Madrid in Plaza del Emperador Carlos V.
L'edificio, che ospita la sede del Ministero dell'agricoltura, della pesca e dell'alimentazione, è stato realizzato tra il 1893 e il 1897 su progetto dell'architetto Ricardo Velázquez Bosco. 
Si trova di fronte alla stazione ferroviaria di Atocha e nel 1989 è stato designato come edificio d'interesse storico/culturale.